# 恩布瓜苏
恩布瓜苏是巴西圣保罗州的一个市镇。总面积155.036平方公里，总人口72170人，人口密度465.5人/平方公里。